# Leucocyte estérase

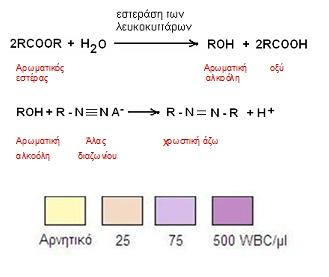
leucocyte estérase(The variety of leucocyte esterase in urine strips)

Une leucocyte estérase est une enzyme présente dans les leucocytes et qui a une activité de type protéase. Cette enzyme est spécifique des leucocytes.
La recherche de leucocyte estérase peut permettre de détecter la présence de leucocytes. Une application est la suspicion de leucocyturie : il existe des bandelettes urinaires qui sont des tests rapides qui permettent entre autres la détection de leucocyte estérase dans les urines. Les résultats obtenus ont une valeur d'orientation dans les situations évocatrices d'infection urinaire.